# Fuerza magnética
La fuerza magnética o fuerza electromagnética  es la parte de la  fuerza de Lorentz que mide un observador sobre una distribución de cargas en movimiento. Las fuerzas magnéticas son producidas por el movimiento de partículas con carga eléctrica, como los electrones, lo que indica la estrecha relación entre la electricidad y el magnetismo.
Las fuerzas magnéticas entre imanes y/o electroimanes son un efecto de la fuerza magnética entre cargas en movimiento pololiatoco. Esto es porque en el interior de los imanes existen micro corrientes que dan lugar a líneas de campo magnético cerradas, que salen del material y vuelven a entrar en él. Los puntos de entrada forman un polo y los de salida otro polo.

## Fuerza magnética sobre un conductor
Un conductor puede ser un cable o alambre por el cual circula una corriente eléctrica. Una corriente eléctrica es un conjunto de cargas eléctricas en movimiento. Ya que un campo magnético ejerce una fuerza lateral sobre una carga en movimiento, es de esperarse que la resultante de las fuerzas sobre cada carga resulte en una fuerza lateral sobre un alambre por el que circula una corriente eléctrica. 

### Conductor rectilíneo

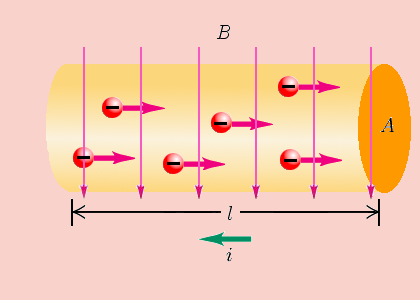
Tramo de un conductor rectilíneo de longitud l, que transporta una intensidad i y colocado en un campo magnético B

En la figura que se muestra un tramo de alambre de longitud {\displaystyle \scriptstyle l} que lleva una corriente {\displaystyle \scriptstyle i} y que está colocado en un campo magnético {\displaystyle \scriptstyle \mathbf {B} }. Para simplificar se ha orientado el  vector densidad de corriente {\displaystyle \scriptstyle \mathbf {j} } de tal manera que sea perpendicular a {\displaystyle \scriptstyle \mathbf {B} }.
La corriente {\displaystyle \scriptstyle i} en un conductor rectilíneo es transportada por electrones libres, siendo {\displaystyle \scriptstyle n} el número de estos electrones por unidad de volumen del alambre. La magnitud de la fuerza media que obra en uno de estos electrones está dada por;

{\displaystyle F^{\prime }=q_{0}vB\sin \theta =ev_{d}B}

por ser {\displaystyle \,\!\theta =90^{\circ }} y siendo {\displaystyle \,\!v_{d}} la velocidad de arrastre: {\displaystyle v_{d}={\frac {j}{ne}}}. Por lo tanto,

{\displaystyle F^{\prime }=e\left({\frac {j}{ne}}\right)B={\frac {jB}{n}}}

La longitud {\displaystyle \scriptstyle l} del conductor contiene {\displaystyle \scriptstyle nAl} electrones libres, siendo {\displaystyle \scriptstyle Al} el volumen de la sección de conductor de sección transversal {\displaystyle \scriptstyle A} que se está considerando. La fuerza total sobre los electrones libres en el conductor y, por consiguiente, en el conductor mismo, es:

{\displaystyle F=\left(nAl\right)F^{\prime }=nAl{\frac {jB}{n}}}

Ya que {\displaystyle \scriptstyle jA} es la corriente {\displaystyle \scriptstyle i} en el conductor, se tiene:

{\displaystyle \,\!F=ilB}

Las cargas negativas que se mueven hacia la derecha en el conductor equivalen a cargas positivas moviéndose hacia la izquierda, esto es, en la dirección de la flecha verde. Para una de estas cargas positivas, la velocidad {\displaystyle \,\!v} apuntaría hacia la izquierda y la fuerza sobre el conductor {\displaystyle \,\!F=q_{0}v\times B} apunta hacia arriba saliendo del plano de la figura. Esta misma conclusión se deduce si se consideran los portadores de carga negativos reales para los cuales {\displaystyle \,\!v} apunta hacia la derecha, pero {\displaystyle \,\!q_{0}} tiene signo negativo. Así pues, midiendo la fuerza magnética lateral que obra sobre un  conductor con corriente y colocado en un campo magnético, no es posible saber si los portadores de corriente son cargas negativas moviéndose en una dirección o cargas positivas que se mueven en dirección opuesta.
La ecuación anterior es válida solamente si el conductor es perpendicular a {\displaystyle \,\!B}. Es posible expresar el caso más general en forma vectorial así:

{\displaystyle \mathbf {F} =i\scriptstyle \mathbf {l} \times \scriptstyle \mathbf {B} }

siendo {\displaystyle \scriptstyle l} un vector (recorrido) que apunta a lo largo del conductor en la dirección de la corriente. Esta ecuación es equivalente  a la relación {\displaystyle \scriptstyle \mathbf {F} =q_{0}\mathbf {v} \times \mathbf {B} } y cualquiera de las dos puede tomarse como ecuación de definición de {\displaystyle \scriptstyle \mathbf {B} }
Obsérvese que {\displaystyle {\vec {l}}} (no representado en la figura) apunta hacia la izquierda y que la fuerza magnética {\displaystyle ({\vec {F}}=i{\vec {l}}\times {\vec {B}})} apunta hacia arriba saliendo del plano de la figura.
Esto concuerda con la conclusión a que se llegó al analizar las fuerzas que obran en los portadores de carga individuales.

### Conductor no rectilíneo

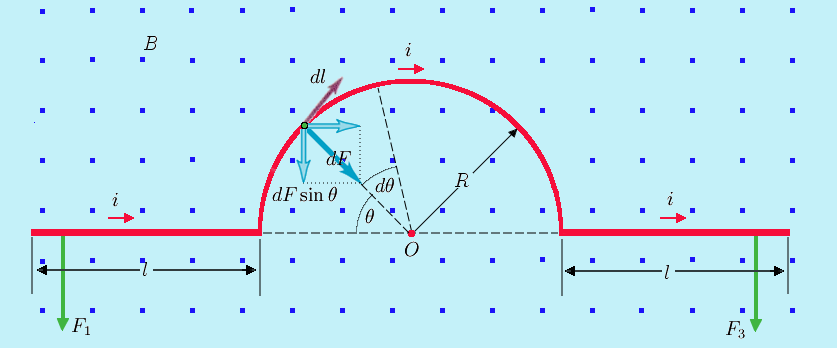

Si se considera solamente un elemento diferencial de un conductor de longitud {\displaystyle \scriptstyle d\mathbf {l} }, la fuerza {\displaystyle \scriptstyle d\mathbf {F} } puede encontrarse mediante la expresión 

{\displaystyle \mathbf {F} =\int _{L}i(d\mathbf {l} \times \mathbf {B} )}

Considérese, por ejemplo, un alambre de la forma mostrada en la figura, que lleva una corriente i y se encuentra en el seno de un campo magnético uniforme de inducción magnética {\displaystyle \,\!B} saliendo del plano de la figura tal como lo muestran los puntos. La magnitud de la fuerza sobre cada tramo recto está dada por:

{\displaystyle \,\!F_{1}=F_{3}=ilB}

y apunta hacia abajo tal como lo muestran los vectores coloreados de verde. Un segmento de alambre de longitud {\displaystyle \,\!d{\vec {l}}} en el arco experimenta una fuerza {\displaystyle d{\vec {F}}} cuya magnitud es:

{\displaystyle \,\!dF=iBdl=iB(Rd\theta )}

y cuya dirección es radial hacia O, que es el centro del arco. Solamente la componente hacia abajo de esa fuerza es efectiva, porque la componente horizontal es anulada por una componente directamente opuesta proveniente del correspondiente segmento de arco a la derecha de O. En consecuencia, la fuerza total sobre el semicírculo de alambre alrededor de O apunta hacia abajo y es:

{\displaystyle F_{2}=\int _{0}^{\pi }dF\sin \theta =\int _{0}^{\pi }(iBRd\theta )\sin \theta =iBR\int _{0}^{\pi }\sin \theta d\theta =2iBR}

Entonces, la fuerza total será:

{\displaystyle \,\!F=F_{1}+F_{2}+F_{3}=2ilB+2iBR=2iB(l+R)}

Es interesante notar que esta fuerza es la misma que obraría sobre un alambre recto de longitud {\displaystyle \,\!2l+2R}

## Fuerza entre imanes
Inicialmente se trató de modelizar la fuerza magnética entre imanes naturales por una expresión del tipo:

(a){\displaystyle F_{M}=K_{M}{\frac {m'm}{r^{2}}}}

Donde:
{\displaystyle m,m'\,} son las "masas magnéticas" o "cargas magnéticas" que dependerían del tamaño de los imanes.
{\displaystyle r\,} la distancia media entre los polos.
{\displaystyle K_{M}} es una constante de valor {\displaystyle K_{M}=10^{-7}{\text{N}}\cdot {\text{s}}^{2}\cdot {\text{C}}^{-2}}
Sin embargo, la anterior expresión sólo resulta útil para casos con imanes con formas geométricas sencillas que permitan identificar los polos y que se encuentren convenientemente alineados. Otros dos problemas aún más serios son que la forma anterior no es fácilmente generalizable a polos desalineados, ni tampoco parece fácil calcular el valor de la "masa magnética" a partir de las características microscópicas del material.
La dificultad para calcular la "masa magnética" se refleja entre otras cosas en el hecho de que se ve afectada por la temperatura (un material ferromagnético normal pierde su magnetización espontánea a una temperatura superior a la temperatura de Curie). Esto refleja que el efecto magnético de los imanes no es una propiedad intrínseca sino un efecto dependiente de la agitación térmica de los átomos y electrones que configuran internamente el material.
La fuerza entre dos imanes puede calcularse exactamente si se conoce la densidad de corriente equivalente en el interior de los mismos mediante la expresión:

(b){\displaystyle \mathbf {F} _{M}={\frac {\mu _{0}}{4\pi }}\int _{V_{2}}\int _{V_{1}}{\frac {\mathbf {j} _{2}(\mathbf {r} _{2})\times (\mathbf {j} _{1}(\mathbf {r} _{1})\times \mathbf {\hat {u}} _{r})}{\|\mathbf {r} _{2}-\mathbf {r} _{1}\|^{2}}}\;\;\mathrm {d} V_{1}\mathrm {d} V_{2}}

Donde:
{\displaystyle \mathbf {j} _{1},\mathbf {j} _{2}}, son las densidades de corriente en cada uno de los imanes.
{\displaystyle \mathbf {r} _{1},\mathbf {r} _{2}}, son los vectores directores sobre puntos del interior de cada uno de los dos imanes.
{\displaystyle V_{1},V_{2}}, son los volúmenes ocupados por los dos imanes.
{\displaystyle \mu } es la permeabilidad magnética.
Comparando (a) con (b) puede verse que los valores de {\displaystyle \scriptstyle m,m'} depende de una manera muy compleja de la distribución interna de las corrientes en los dos imanes. Para distancias grandes comparadas con el tamaño de los imanes la fuerza dada por (b) puede aproximarse por la fuerza entre dos dipolos magnéticos:

(c){\displaystyle \mathbf {F} (\mathbf {r} ,\mathbf {m} _{1},\mathbf {m} _{2})={\dfrac {3\mu _{0}}{4\pi r^{5}}}\left[(\mathbf {m} _{1}\cdot \mathbf {r} )\mathbf {m} _{2}+(\mathbf {m} _{2}\cdot \mathbf {r} )\mathbf {m} _{1}+(\mathbf {m} _{1}\cdot \mathbf {m} _{2})\mathbf {r} -{\dfrac {5(\mathbf {m} _{1}\cdot \mathbf {r} )(\mathbf {m} _{2}\cdot \mathbf {r} )}{r^{2}}}\mathbf {r} \right]}

Donde:
{\displaystyle \mathbf {m} _{1},\mathbf {m} _{2}}, son los momentos dipolares magnéticos de los imanes que son vectores alineados con la línea que va desde el polo sur al polo norte del imán.
{\displaystyle \mathbf {r} ,r}, son el vector de posición relativa y la distancia entre los imanes.
Para dos imanes alineados paralelamente a la línea que los une, esta fuerza resulta ser:

{\displaystyle F(r,\mathbf {m} _{1},\mathbf {m} _{2})=-{\frac {3\mu _{0}}{2\pi r^{4}}}\mathbf {m} _{1}\cdot \mathbf {m} _{2}}

Si los dos momentos están alineados paralelamente {\displaystyle \mathbf {m} _{1}\cdot \mathbf {m} _{2}>0} (lo cual corresponde a que los dos polos de diferente signo estén más próximos) la fuerza es atractiva, en cambio si los imanes están alineados antiparalelamente (con lo cual dos polos del mismo signo serán los más próximos) la fuerza es repulsiva.